# Giuseppe Rachel
Giuseppe Rachel (Cagliari, 1858 – Nuoro, 1937) è stato un compositore, direttore di banda e flautista italiano.
Fu uno dei primi musicisti sardi provenienti da ambienti colti a volersi interessare delle tradizioni musicali della sua terra. Fra le altre cose musicò la canzone No potho reposare, divenuta patrimonio identitario della musica tradizionale sarda.

## Biografia
Nato a Cagliari,  era il quinto figlio di una famiglia di musicisti parmensi, di origini nizzarde che, verso il 1750, si era trasferita in Emilia e successivamente in Sardegna, verso i primi anni del XIX secolo. Giuseppe da giovane si era trasferito a Verona, dove era stato direttore di una banda musicale.  Dopo pochi anni rientrò in Sardegna, e fu primo flauto nell'Orchestra del Teatro Civico di Cagliari e Sassari, si trasferì dapprima a Tempio Pausania dove ebbe come allievo Bernardo De Muro, e poco tempo dopo a Nuoro, dove nel 1906 vinse un concorso come direttore della banda musicale.
A Nuoro insegna anche canto alle scuole magistrali e scrive composizioni per ottavino. Musicò alcune poesie di Salvatore Sini come No potho reposare e Muttos. 
Negli anni '30 a Nuoro dirigeva un complesso, denominato Corpo musicale filarmonico, con una sezione canora di voci miste, affidata a Tomaso Madrigali, organista della chiesa delle Grazie.